# Radislav Krstić
Radislav Krstić, född 15 februari 1948 i Vlasenica, Jugoslavien, är en före detta serbisk militär; generalmajor. Han var tillförordnad befälhavare för Armékår Drina från oktober 1994 till 12 juli 1995. Den 13 juli 1995 utnämndes han till ordinarie befälhavare.
Krstić åtalades 1998 för folkmord och brott mot mänskligheten vid Internationella krigsförbrytartribunalen för det forna Jugoslavien i Haag. Åtalet gällde krigsförbrytelser begångna i samband med Srebrenicamassakern i juli 1995, då omkring 8 000 bosniakiska män och pojkar mördades.
Den 2 augusti 2001 dömdes Krstić till 46 års fängelse för folkmord. Efter överklagande reducerades straffet till 35 års fängelse.